# Graham Linehan

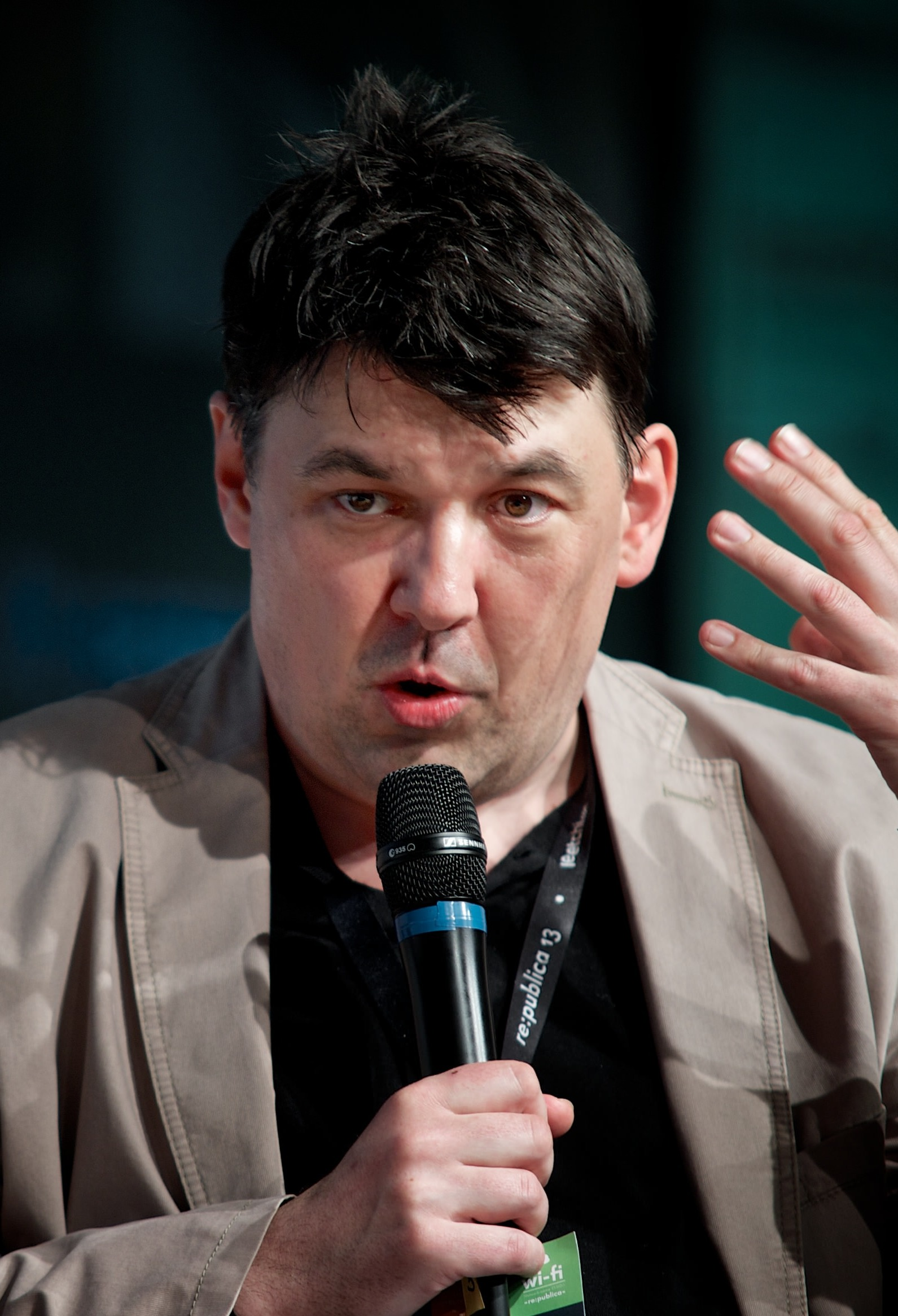
Graham Linehan (2013)

Graham George Linehan [ˈlɪnəhæn] (* 22. Mai 1968 in Dublin) ist ein irischer Drehbuchautor und Regisseur. Zusammen mit Arthur Mathews schrieb er Father Ted (1995–1998), eine der in Großbritannien beliebtesten Sitcoms. Auch an den Comedyserien The IT Crowd und Black Books war er beteiligt.

## Leben
Linehan besuchte die C.U.S. (Catholic University School) in Dublin. 2004 heiratete er die Autorin Helen Serafinowicz, die Ehe wurde nach 16 Jahren im Jahr 2020 geschieden. Zusammen haben sie zwei Kinder, eine Tochter und einen Sohn. Linehan ist Atheist und unterstützte 2008 und 2009 die atheistische Kampagne the Atheist Bus Campaign. Im August 2009, als die staatliche Gesundheitsversorgung Großbritanniens (National Health Service, NHS) von den US-amerikanischen Republikanern im Zuge der Diskussion über Gesundheitsreform Barack Obamas (Affordable Health Care Act) in den USA angegriffen wurde, startete Linehan eine Kampagne zur Wertschätzung der NHS über Twitter. 2018 wurde er zur Behandlung von Hodenkrebs operiert. 2023 sprach Linehan öffentlich über seinen mentalen Gesundheitszustand und führte aus, er nehme seit fünf bis sechs Jahren angstlindernde Medikamente und dass er 2020 während der Coronapandemie über Suizid nachdachte.

## Kontroversen
Linehan fiel in der Vergangenheit immer wieder durch Aussagen auf, die als transfeindlich kritisiert wurden. So lehnt er die geschlechtliche Selbstbestimmung für trans Menschen ab und wendet sich gegen Geschlechtsumwandlungen für minderjährige Trans-Jugendliche. Im Jahr 2018 bezeichnete er Teilnehmer einer Gegendemonstration der London Pride, die sich gegen Rechte für Trans-Personen aussprachen, als "Helden". Im selben Jahr führte Linehan in einem Interview aus, er könne die Frage beantworten, was er zur Zeit der nationalsozialistischen Diktatur gemacht hätte und verglich Widerstand in dieser Zeit mit seiner Ablehnung gegenüber Aktivismus für Trans-Rechte. 2020 konkretisierte er diese Aussage in einem weiteren Interview, in welchem er Pubertätsblocker für minderjährige trans Personen mit der nationalsozialistischen Eugenik und den Menschenversuchen an Kindern in Konzentrationslagern der Nazis verglich. Ebenfalls 2020 wurde Linehans Twitter-Account nach wiederholten Regelverstößen permanent gesperrt. Im September 2022 sagte er, sein Aktivismus gegen Trans-Rechte hätte dazu geführt, dass er skeptischer im Bezug auf die Wirksamkeit der Maßnahmen in der Coronapandemie und dem menschengemachten Klimawandel sei, da er von Menschen, denen er zuvor vertraut hätte, angelogen worden sei. Für seine nach eigenen Angaben mittlerweile schwierige finanzielle Situation sowie die Scheidung seiner Ehe machte er seine Ansichten in der Debatte über Trans-Rechte sowie Cancel Culture verantwortlich. Nach Elon Musks Übernahme von Twitter wurde sein Account wieder freigeschaltet, im April 2023 erneut gesperrt für einen Tweet mit dem aggressiven Titel "Durr imm gonna kill em [sic]" als Reaktion auf Proteste gegen Transfeindlichkeit. Linehans Account wurde daraufhin einige Tage später ein zweites Mal entsperrt. Im Juli 2023 bezeichnete er den schottischen Schauspieler David Tennant als "abusive groomer" als Reaktion auf ein T-Shirt mit der Aufschrift "Leave Trans Kids Alone You Absolute Freaks" (dt. "Lasst Trans-Kinder in Ruhe, ihr kompletten Freaks"), welches Tennant trug.